# Брызгаловское (сельское поселение, Удмуртия)
Брызгаловское — упразднённое муниципальное образование со статусом сельского поселения в Вавожском районе Удмуртии Российской Федерации.
Административный центр — село Брызгалово.
Законом Удмуртской Республики от 26 апреля 2021 года № 30-РЗ к 9 мая 2021 года упразднено в связи с преобразованием муниципального района в муниципальный округ.

## История
Статус и границы сельского поселения установлены Законом Удмуртской Республики от 14 июля 2005 года № 46-РЗ «Об установлении границ муниципальных образований и наделении соответствующим статусом муниципальных образований на территории Вавожского района Удмуртской Республики».

## Население
| 2010 | 2012 | 2013 | 2014 | 2015 | 2016 |
| ---- | ---- | ---- | ---- | ---- | ---- |
| 699  | ↘681 | ↘661 | ↘627 | ↘604 | ↘574 |
| 2017 | 2018 | 2019 | 2020 | 2021 |      |
| ↘550 | ↘536 | ↘523 | ↘514 | ↘390 |      |

## Состав сельского поселения
| № | Населённый пункт | Тип населённого пункта       | Население |
| - | ---------------- | ---------------------------- | --------- |
| 1 | Брызгалово       | село, административный центр | ↘306      |
| 2 | Вишур            | деревня                      | ↘4        |
| 3 | Заря             | деревня                      | ↘2        |
| 4 | Зетловай         | деревня                      | →15       |
| 5 | Квачи            | деревня                      | ↘6        |
| 6 | Косая Можга      | деревня                      | ↗28       |
| 7 | Монья            | деревня                      | ↘225      |
| 8 | Нардомас         | деревня                      | ↘18       |
| 9 | Южно-Какможский  | деревня                      | ↘67       |

9 июля 2020 года в Зямбайгуртское сельское поселение передана деревня Квашур.